# Charles Tunnicliffe
Pour les articles homonymes, voir Tunnicliffe.
Charles Frederick Tunnicliffe est un artiste et un ornithologue britannique, né en 1901 à Langley (Cheshire) (en) et mort en 1979 à Malltraeth (en) Anglesey.

## Biographie
Il passa ses premières années dans une ferme de la région de Macclesfield. Devenu jeune homme il gagna une bourse pour étudier au Royal College of Art à Londres. En 1947 il quitta Manchester pour s'installer dans un cottage appelé « Shorelands » sur l'estuaire de l'Afon Cefni dans l'Île d'Anglesey, et c'est là qu'il vécut jusqu'à sa mort.
La plupart des œuvres de Tunnicliffe représentent des oiseaux dans leurs cadres naturels et dans un environnement réaliste. Il a illustré le roman Tarka la Loutre d'Henry Williamson (1895-1977). Ses illustrations ont été également utilisées par une marque de thé, Brooke Bond, et ont marqué le souvenir de millions de jeunes gens au Royaume-Uni pendant les années 1950 et 1960. Son travail se caractérise par sa précision et son exactitude, mais aussi par la manière avec laquelle il pouvait représenter les oiseaux comme on les voyait dans la nature plutôt que comme des études scientifiques et figées.
À sa mort, une grande partie de sa collection de travail personnelle a été léguée au Conseil du Comté de l'Île d'Anglesey pourvu que tout restât ensemble à la disposition du public. On peut voir maintenant cette collection à l'Oriel Ynys Môn (The Anglesey Gallery) près de Llangefni.